# 지붕 (영화)
지붕(The Roof)은 이탈리아에서 제작된 비토리오 데 시카 감독의 1956년 영화이다.

## 출연
- 가브리엘라 팔로타
- 주세페 삼마르티니

## 수상
- 1956년 칸 영화제: OCIC상
- 나스트로 디아르젠토: 각본상